# محمدحسین نجاتی
محمدحسین نجاتی (متولد ۶ بهمن ۱۳۵۱ در مرودشت) بازیکن سابق و مربی فعلی والیبال اهل ایران است. نجاتی سابقه عضویت در تیم‌های ملی والیبال نوجوانان، جوانان و بزرگسالان ایران در کارنامه خود دارد. وی در مجموع در تیم‌های پیکان تهران، آبگینه قزوین و فتح تهران توپ زده‌است. وی والیبال خود را از تیم دارایی مرودشت آغاز و برای اولین بار در سال ۱۳۶۸ عضو تیم ملی ایران شد. نجاتی عضو تیم ملی والیبال ایران در قهرمانی جهان ۱۹۹۸ بود. وی در گذشته سرمربی شقلاوه عراق بود و در حال حاضر سرمربی تیم اربیل عراق است.